# بپر
«بپر» (به انگلیسی: Jump) تک‌آهنگی از هنرمند اهل باربادوس ریانا است که در سال ۲۰۱۴ میلادی منتشر شد. این تک‌آهنگ در آلبوم ناعذرخواهانه قرار داشت.
این تک‌آهنگ در چارت‌های استرالیا جزو ده ترانه اول قرار گرفت.